# Břidličná
Břidličná (németül Friedland, régi cseh nevén Frýdlant nad Moravicí) város Csehországban, a Bruntáli járásban. Břidličná Lomnice, Václavov u Bruntálu, Rýmařov, Ryžoviště, Valšov és Velká Štáhle településekkel határos. Lakosainak száma 2931 fő (2024. január 1.).

## Népesség
A település lakosságának változását az alábbi diagram mutatja:
| Lakosok száma | 2571 | 2114 | 2027 | 1932 | 3698 | 3811 | 3252 | 3129 | 2979 | 2931 |
|               | 1869 | 1890 | 1921 | 1950 | 1980 | 2001 | 2017 | 2019 | 2022 | 2024 |